# Regesbostel
Regesbostel est une municipalité allemande du land de Basse-Saxe, située dans l'arrondissement de Harburg. En 2014, elle comptait 1 069 habitants.

## Source
- (de) Cet article est partiellement ou en totalité issu de l’article de Wikipédia en allemand intitulé « Regesbostel » (voir la liste des auteurs).